# Ćandi

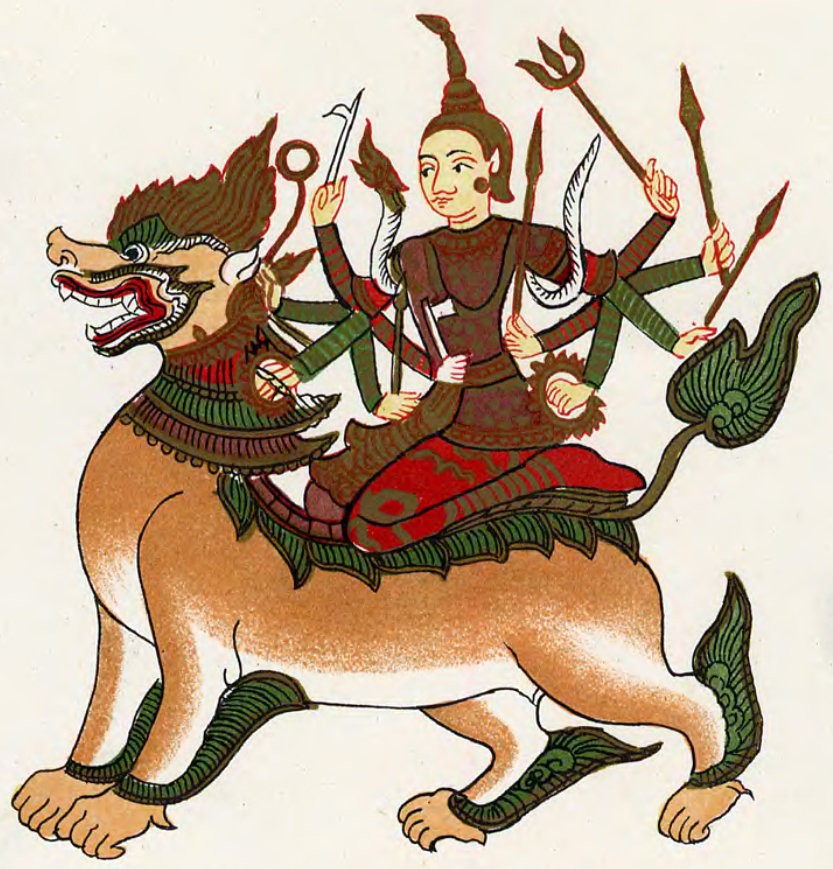
Birmański wizerunek Ćandi

Ćandi (sanskryt: चण्डी Caṇḍī, beng. চণ্ডী, też Ćandika; trl. Caṇḍīka) – bogini hinduska, popularna zwłaszcza w Bengalu. Utożsamiana bywa często z Durgą. Nie występuje w starszej literaturze sanskryckiej, lecz w tekście tantrycznym Dewimahatmja traktowana jako personifikacja najwyższej rzeczywistości, połączenie Kali, Lakszmi i Saraswati.